# Raf Seys

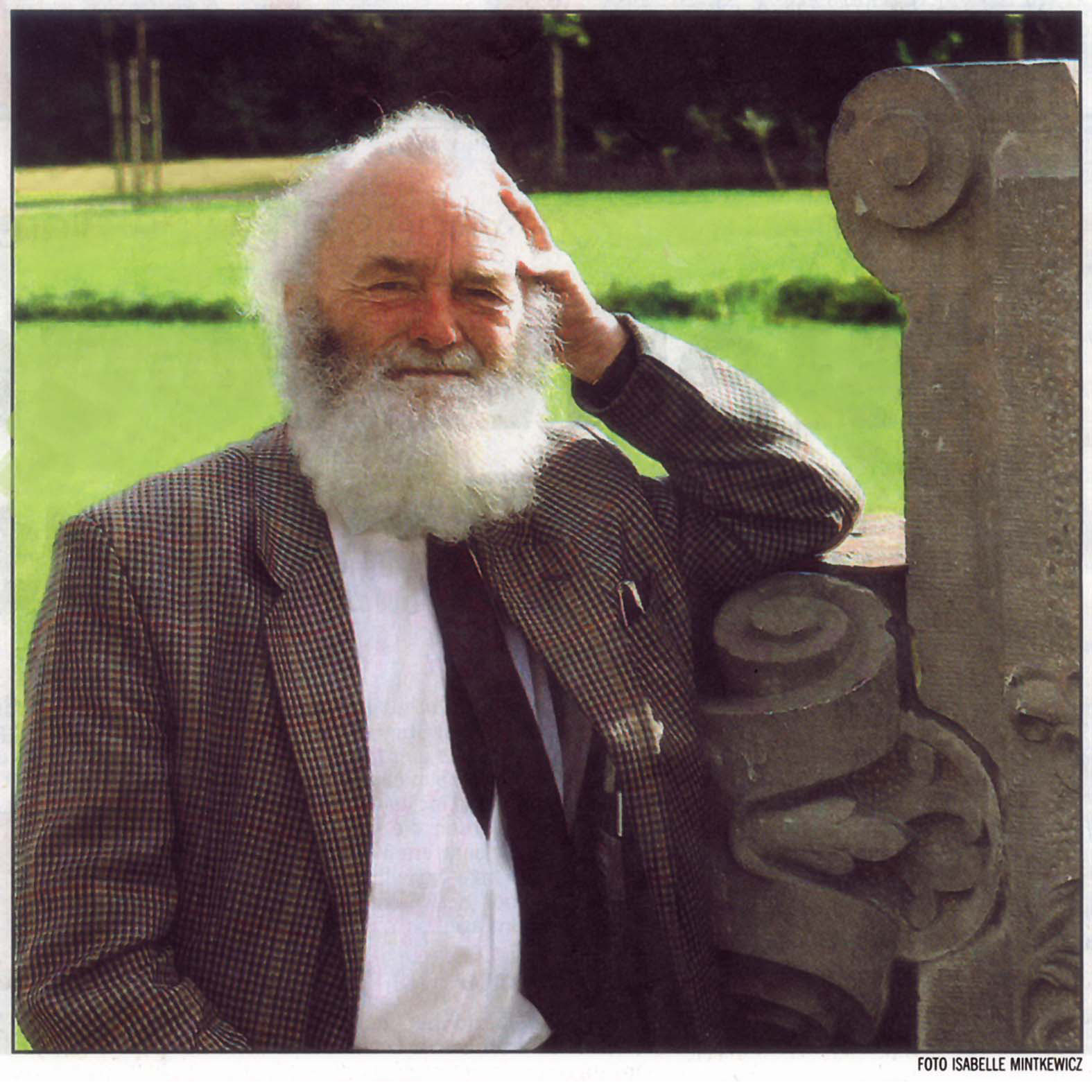
Raf Seys

Ray Seys (Koekelare, 17 maart 1928 – aldaar, 25 februari 2012) was een Belgische heemkundige. Hij schreef vooral over zijn gemeente Koekelare en omgeving.

## Biografie
Seys volgde een onderwijzersopleiding en gaf achtereenvolgens les in Laken en Torhout. Toen in 1956 in Koekelare een nieuwe Rijksmiddelbare School werd opgericht, werd hij er benoemd als secretaris-huismeester. In 1975 was hij vanwege gezondheidsproblemen genoodzaakt vroegtijdig met pensioen te gaan.
Naast en na zijn beroepsloopbaan hield zich bezig met Vlaamse literatuur en heemkunde. Hij was een van de drijvende krachten achter de Vereniging van West-Vlaamse Schrijvers (VWS), die omstreeks 1960 werd opgericht. De vereniging publiceerde met de VWS-cahiers een literair tijdschrift, waarvan Seys redacteur was. Het 100ste nummer uit 1982, een dubbelnummer, was aan hem gewijd. Het werd ingeleid door Fernand Bonneure. De Vereniging publiceerde eveneens:
- Lexicon van West-Vlaamse schrijvers (6 delen),
- Lexicon van West-Vlaamse beeldende kunstenaars (7 delen),
- Lexicon van de Muziek in West-Vlaanderen (7 delen).

Hij was vele jaren actief binnen de lokale afdeling van het Willemsfonds. In 1945 werd hij bestuurslid (en van 1954 tot 1958 voorzitter) van de jeugdkring, en in 1954 trad hij toe tot het bestuur van het Willemsfonds Koekelare. Van 1973 tot 2003 was hij er verantwoordelijk voor de culturele activiteiten: lezingen, gespreksavonden en dagexcursies.
In 1958 werd hij gelauwerd met de Joris Eeckhoutprijs. In 1961 was Seys ook een van de stichtende leden van het Guido Gezellegenootschap In 1963 was hij een van de initiatiefnemers die de Orde van 't Manneke uit de Mane opnieuw lanceerden.
Nadat hij in de jaren 50 de beeldengroep het Treurend Ouderpaar van de Duitse kunstenares Käthe Kollwitz had ontdekt op de Duitse begraafplaats van Vladslo, begon hij de artieste te bestuderen. Hij organiseerde voordrachten en schreef in 1964 het boek Käthe Kollwitz in Vlaanderen, dat meerdere herdrukken kende en ook vertaald werd in het Engels, Frans, Duits, Noors en Russisch.
In 1978 organiseerde hij voor het eerste de Marche de la Peene, een voettocht tussen Noordpene en Zuidpene in Frans-Vlaanderen als heemkundige en culturele herdenking ter gelegenheid van de 300ste verjaardag van de Slag aan de Pene uit 1677. Hij werd voorzitter van het Comité de la Peene en de volgende jaren werd jaarlijks de voettocht weer georganiseerd. Onder zijn impuls verbroederde Koekelare met het Noord-Franse Arneke, waar hij ereburger werd.
Al van in zijn studententijd in 1946 was Raf Seys gefascineerd door de Koekelaarse auteur Pieter Lansens, naar wie een straat in de gemeente is genoemd. Toen in 1975 een nieuw kerkhof opgericht werd liet hij Pieters grafmonument en zijn stoffelijke resten overbrengen.. Hij haalde Pieter Lansens uit de vergetelheid met twee boeken (zie bibliografie hierna 2001 en 2002).
Seys overleed in 2012 op 83-jarige leeftijd. Hij liet zich cremeren en zijn urne werd, samen met die van zijn vrouw die in 2003 overleden was, overgebracht naar het nieuwe kerkhof van Noordpeene waar het op 6 september 2014 een ereplaats kreeg in aanwezigheid van de burgemeesters van Koekelare en Noordpeene.

## Nalatenschap
De meeste van zijn bezittingen werden geërfd door de gemeente Koekelare, op voorwaarde dat de gemeente een literaire prijs met zijn naam in het leven riep.
De gemeente Koekelare riep een driejaarlijkse Raf Seys-prijs in het leven en zette daarvoor 50.000 euro opzij. Uit de nalatenschap investeerde men ook 225.000 euro in het Käthe Kollwitz-museum. De rest van de erfenis werd gebruikt om vervroegd de lening af te lossen die werd aangegaan voor de bouw van de cultuurzaal De Balluchon. Raf Seys kreeg in ruil twee gedenkplaten.
Op 18 januari 2015 werd de eerste Raf Seysprijs uitgereikt aan de vzw Lange Max, de vereniging achter het Lange Max Museum. Deze prijs bedroeg €2500,-.
De prijs werd in 2018 toegekend aan de vzw Spaenhiers, de historische kring van Koekelare en omgeving, die zich inzet voor het patrimonium.
De prijs werd in 2021 toegekend aan de jeugdtheaterman Guido Willaert.